# II. Sándor orosz cár
II. Sándor (oroszul: император Алекса́ндр II, teljes nevén: Alekszandr Nyikolajevics Romanov, Александр Николаевич Романов; Moszkva, 1818. április 17. – Szentpétervár, 1881. március 13.) Oroszország cárja, Lengyelország királya és Finnország nagyhercege a Holstein–Gottorp–Romanov-házból. 1855 márciusától huszonhat éven keresztül uralkodott, mígnem 1881. március 13-án az ellene elkövetett merénylet áldozata lett. Egyik legjelentősebb reformja, az 1861-es jobbágyfelszabadítás után „Felszabadító Sándor” néven is ismeretes.
Regnálása alatt számos reformot hajtottak végre: átszervezték az igazságszolgáltatást, minden polgárra kiterjedő bíráskodást vezettek be, az oktatásreformja következtében egyre terjedt az általános elemi oktatás, valamint egyenlőség lépett fel a középiskolákban tanulók körében. Reformjai következtében előrelépés történt az önkormányzatiság kiépülésében is a „zemsztvó” rendszeren keresztül. Egy 1866-os merénylet következtében azonban Sándor már sokkal konzervatívabb álláspontot kezdett képviselni. Ugyan nem követte apja, I. Miklós cár politikáját, ám számos reformja ellenére már kortársai sem tekintették újítónak, sokkal inkább egy felvilágosult despotának.
Sándor külpolitikáját tekintve is aktív volt, főként békepárti irányvonalat képviselt. Nagy-Britanniával szemben pozícionálta magát, támogatta az unionistákat az amerikai polgárháborúban, majd 1867-ben eladta Alaszkát az Egyesült Államoknak. III. Napóleon francia császár bukásáig jó kapcsolatot ápolt Franciaországgal, majd a bukást követően fordulat állt be, amikor is 1872-ben Németországgal és Ausztria–Magyarországgal létrejött a három császár egyezménye. A békére törekvés ellenére rövid háborút vívott 1877–78 között az Oszmán Birodalommal. Az orosz győzelemmel végződő háborút a San Stefanó-i békeszerződés zárta le, amit végül az 1878-as berlini kongresszuson felülírtak.
Az Orosz Birodalom legnagyobb belpolitikai kihívásai közé tartozott az 1863. januári lengyel–litván felkelés, amelyet 1864-re sikerült véresen leverni. A harcok következtében az addig viszonylagos autonóm Lengyelország „Visztula-menti határkörzet” néven tartományi sorba került. A cár végül 1881. március 13-án egy bombamerénylet áldozata lett. Mivel a merénylet szemtanúja volt fia és unokája, a későbbi III. Sándor és II. Miklós cárok, így az ország szempontjából szükséges modernizációs és alkotmányos folyamatok továbbra is elmaradtak.

## Fiatalkora
II. Sándort édesapja, I. Miklós minden szempontból fel akarta készíteni az uralkodásra. A cárevics nevelőjének Vaszilij Zsukovszkijt, a költőt jelölte ki. Zsukovszkij nagy gonddal, körültekintően, az apa folytonos felügyelete mellett 10 éven át nevelte ifjú tanítványát. Fő nevelési elve a keresztény szemlélet, a haza szeretete és az uralkodó iránti feltétlen hűség és engedelmesség voltak. Zsukovszkij újszerű tanítási módszerei közé tartozott, hogy minden délután sétálni vitte tanítványát a városba, és annak a látottakról: középületekről, gyárakról egyéb nevezetességekről kellett beszélnie, hogy bizonyítsa, ismeri a hazáját.
Az ifjú cárevics természetesen katonai nevelésben is részesült, a katonáskodást, a lovaglást és a csillogó fegyverzetet már kisfiúként nagyon megszerette.
A források megjegyzik hogy alapjában véve okos, de szeszélyeskedésre hajlamos, hullámzó kedélyű gyermek volt, aki gyakran fakadt sírva, apja nem kis bosszúságára. Bár alapjában véve kedélyes ember volt, sok zsarnoki tulajdonsága volt, ami kihatott egész uralkodására. Nagyon könnyen megharagudott, és híres volt bosszúálló természetéről.
Cárevicsként tagja volt az Államtanácsnak és a Pénzügyi Bizottságnak, meg számos más testületnek, és mint ilyen, támogatta apja elnyomó, zsarnoki politikáját.

## Uralkodása

### A krími háború vége
1855 decemberében Ausztria azzal fenyegetőzött, hogy belép a háborúba a britek, a franciák, és a szárdok oldalán. Sándor a maga részéről ezt úgy fogta fel, hogy Ausztria elárulta az oroszokat, de kénytelen volt békét kezdeményezni. Az 1856-os párizsi békeszerződés értelmében Oroszországnak át kellett engednie Dél-Besszarábiát a Moldvai Fejedelemségnek, le kellett mondania fekete-tengeri hadiflottájáról és arról az igényéről, hogy az Oszmán Birodalom keresztény lakosainak védelmezője legyen. Ezek a feltételek nagy hátrányt jelentettek Oroszország számára; II. Sándor és külügyminisztere, Alekszandr Gorcsakov herceg sokat fáradozott azon, hogy ezeket megszüntesse vagy enyhítse.

### Reformjai

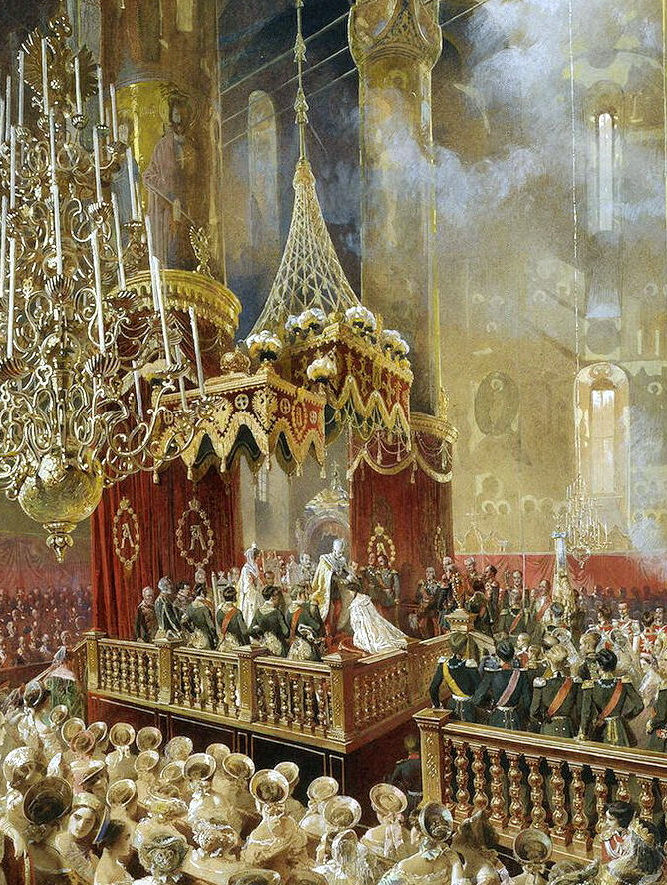
II. Sándor koronázása a moszkvai Kremlben

Bár Sándor eleinte egyetértett apja kormányzási módszereivel, trónra lépését követően mégis reformokat léptetett életbe. Menesztette a népszerűtlenebb minisztereit, szabadon engedett sok politikai elítéltet, és enyhítette a cenzúrát. Mindezekkel a reformokkal Sándor a jobbágyfelszabadítás útját akarta egyengetni.
A cár úgy gondolkodott, hogy „jobb felülről elindítani a jobbágyság eltörlését, mint arra várni, hogy alulról maga szabadítsa fel magát”. Ennek ellenére Sándor óvatosan látott neki feladatnak, nem akart semmit sem elkapkodni. Tisztában volt avval, hogy a jobbágyfelszabadítás már régóta nagyon esedékes lenne: a parasztok életszínvonala nagyon alacsony volt, és egyre nőtt elégedetlenkedésük a rendszer ellen.
Az uralkodó abban bízott, hogy az arisztokrácia támogatni fogja őt a felszabadításban, azonban hamar rájött, hogy tévedett, így kénytelen volt felgyorsítani a folyamatot. 1857 végén nyilvánosságra hozták a Vlagyimir Nazimovhoz intézett leiratot, melyben a kormány a felszabadítás mellett foglalt állást. A cár engedélyével vitát nyitottak a dokumentumról, Sándor pedig közbelépett annak érdekében, hogy a felszabadított jobbágyok kapjanak földet. 1861. március 3-án (a régi Julián naptár szerint február 19-én) kihirdették a jobbágyok felszabadítását.
A reform rövid távon nem volt sikeresnek mondható. A parasztok tiltakoztak az ellen, hogy fizetniük kellett a nekik jutott földért, a földbirtokosok (bár ők jól jártak, mert a piaci árnál jóval magasabban adhatták el telkeiket) pedig úgy gondolták, hogy az ő érdekeiket senki nem vette figyelembe. Ráadásul az egyszerű parasztok társadalmi szempontból még mindig a többiek alatt álltak, és ugyanúgy faluközösségekhez tartoztak, mint azelőtt.
Az elégedetlenkedések 1861 tavaszán zavargásokba csaptak át. Sándor erre elbocsátott néhány, a felszabadítási rendeletért felelős minisztert, de tisztában volt azzal, hogy további reformokra van szükség. Ennek megfelelően nemsokára új helyi közigazgatási egységet hoztak létre a kormányzóságon belül: a volosztyot, vagyis a járást; 1864-ben pedig létrejöttek a választott regionális tanácsok, a zemsztvók. A cár ragaszkodott ahhoz, hogy mindkettő gyűlésein az arisztokraták legyenek többségben, erősen korlátozta a zemsztvók adókivetési jogait, és a kormány felügyelete alá vonta őket. Ettől eltekintve a zemsztvók sikeresek voltak az alapfokú oktatás, a közegészségügy, az úthálózat fejlesztése terén.
1861 végén Alekszandr Golovnyin lett a reformok végrehajtásáért felelős közoktatási miniszter. Golovnyin elemi iskolai rendeletének köszönhetően az általános elemi oktatás egyre jobban elterjedt, viszont tandíjat kellett fizetni, és csak alapismereteket tanítottak. Az 1863-ban kiadott egyetemi rendelet megszüntette a még I. Miklós által bevezetett megszorításokat, 1864-ben pedig a középiskolai törvény értelmében a kormánynak joga lett a tanterv egységesítésére.
Az 1864-es törvényszéki reformcsomag Dmitrij Zamjatyin igazságügyi miniszter ötlete volt. A minden orosz emberre kiterjedő pártatlan bíráskodást az élethosszig kinevezett független bírók garantálták. Mihail Reutern, aki 1862 és 1878 között volt a pénzügyminiszter, bevezette a központi költségvetést és a területi elszámolások auditálását. Változtatott az adóbehajtás módszerén, és létrehozta az Állami Bankot, ahol hiteleket lehetett felvenni új üzleti és ipari vállalkozásokhoz.
Sándor ellen 1866 áprilisában egy fiatal nemes, Dmitrij Karakozov merényletet kísérelt meg. Hiába tett ezután szinte mindenki hűségesküt a cárnak, és hiába tartottak rengeteg hálaadó imát Sándor megmenekülése miatt, a cárt ez, valamint az 1863-as lengyel felkelés nagyobb óvatosságra intette. Egyre több konzervatív minisztert nevezett ki (például Dmitrij Tolsztoj grófot a közoktatási, és Konsztantyin Pahlent az igazságügyi miniszteri posztra), és egy 1866–67-es törvényben korlátozta a zemsztvók hatalmát. A reformok azonban más területeken tovább folytatódtak.

### Külpolitikája

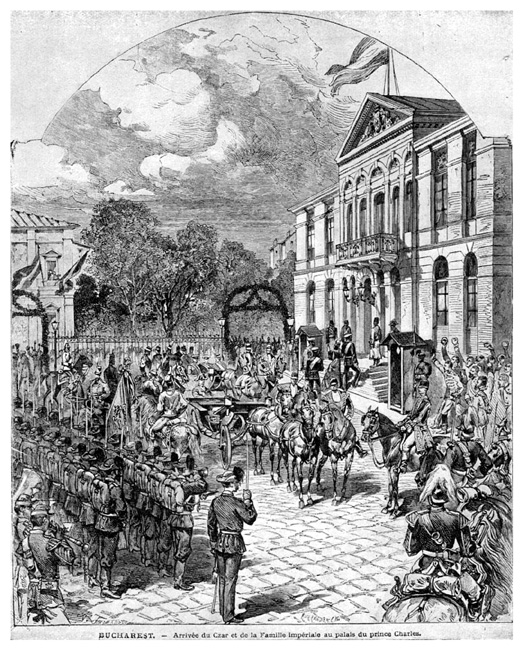
II. Sándor látogatása Bukarestben, 1877-ben

A cárt nagyon aggasztották az 1860–61-es lengyel tüntetések, ráadásul Szentpéterváron „rebellis gyújtogatók” (ahogy a sajtó nevezte a sorozatos tűzesetek okozóit) ténykedtek. A lengyelek 1862-ben bizonyos fokú autonómiát kaptak, azonban ezzel számos, teljes függetlenséget követelő lengyel nem volt megelégedve. A függetlenséget követelők vezetőit besorozással próbálták ártalmatlanná tenni, azonban ez 1863 januárjában felkelést eredményezett. A zavargások hamar átterjedtek Litvánia, Fehéroroszország, és Ukrajna egyes részeire, és az elfojtásuk 15 hónapot vett igénybe.
A részleges lengyel autonómiát visszavonták, minden lengyel iskolában kötelezővé tették az orosz nyelv oktatását. A lengyel hivatalnokokat oroszok váltották fel, és a római katolikus egyház nem érintkezhetett közvetlenül a Vatikánnal. Ukrajnában pedig betiltották az ukrán nyelvű könyvkiadást. Az erős russzifikáció nagy elégedetlenséget váltott ki a nem oroszok által lakott területeken.
Sándor és az 1861-ben kinevezett Gorcsakov külügyminiszter egészen 1863-ig azon fáradoztak, hogy Oroszország ne legyen annyira elszigetelt. Az Egyesült Királyság továbbra sem óhajtott kapcsolatot kiépíteni Oroszországgal, Poroszországot pedig (alaposan tévedve) nem látták elég erősnek. A Francia Császárság viszont nagyon is jó partnernek számított Ausztria-ellenes érzései miatt. Sándor 1857-ben találkozott III. Napóleonnal, és ennek a találkozásnak eredményeként 1859-ben megegyeztek abban, hogy ha Franciaország lépéseket tenne az osztrákok kiszorítására Itáliából, akkor Oroszország semleges marad, cserébe pedig a franciák segítenek az 1856-os párizsi békeszerződés revíziójában.
A szövetség azonban nem váltotta be a hozzá fűzött reményeket: az 1859-es rövid szárd–francia–osztrák háború nem hozta meg a franciáknak a hőn áhított sikert, ráadásul Franciaország megneheztelt Oroszországra, amiért nem vállalt tevékenyebb szerepet Ausztria ellen. Sándor látta, hogy az 1863-as lengyel felkelés leverését követően III. Napóleon csatlakozik az ő politikáját bíráló britekhez és osztrákokhoz. A cárral csak a poroszok értettek egyet, így Sándor ettől kezdve úgy tekintett a poroszokra mint lehetséges szövetségesekre.
1863 és 1870 között az orosz külpolitika az ázsiai terjeszkedésre összpontosított. Az 1858-ban megkötött ajguni és tiencsini szerződéssel, valamint az 1860-as pekingivel Oroszország már a magáénak tudhatta az Amur bal partját, és az Amur–Usszuri térség és a Japán-tenger közötti területet.
Mind Sándor, mind Gorcsakov tudta, hogy az Nagy-Britannia és Franciaország is gyanakodva nézi az oroszok csendes-óceáni terjeszkedését, és igyekeznek jó kapcsolatokat kialakítani az Amerikai Egyesült Államokkal. Oroszország 1867-ben, akkori pénzben nézve 7,2 millió dollárért eladta Alaszkát az Egyesült Államoknak. 1875-ben Japán a szentpétervári egyezményben lemondott Szahalinról a Kuril-szigetekért cserébe.
Az 1860-as és 1870-es évek jórészt Oroszország közép-ázsiai terjeszkedéséről szóltak, valamint az egyesített német államokról. Az 1870–71-ben zajló porosz–francia háború lehetőséget adott az oroszoknak arra, hogy érvénytelenítsék a párizsi szerződésnek azon rendelkezéseit, amelyek megtiltották Oroszországnak a fekete-tengeri hadiflotta tartását. Az 1871-es londoni konferencián az európai nagyhatalmak is elfogadták a fekete-tengeri orosz hadiflotta újrafelállítását.
Az új, egységes Németország fenyegetést jelentett, Sándor azonban jobban bízott az Orosz Birodalom, a Német Császárság és az Osztrák–Magyar Monarchia uralkodói által megkötött az 1873-as „három császár egyezményében”, mint a Francia Köztársaságban.

#### Az orosz–török háború
II. Sándor uralkodása alatt terjedt el széles körökben a pánszláv mozgalom, mely szerint minden szláv nép védelmezése Oroszország feladata. 1875-ben a szerbek és a bosnyákok felkelést robbantottak ki a török elnyomás ellen. Gorcsakov külügyminiszter, aki ellenezte Bismarck német kancellár politikáját a franciák ellen, meg akarta erősíteni a szövetséget az Osztrák–Magyar Monarchiával, de a közvélemény egyre erősebben követelte a felkelők támogatását, főleg miután 1866-ban a törökök brutális módon verték le a bolgárok lázadását.
1877 áprilisában Oroszország háborút indított az Oszmán Birodalom ellen, sokkal inkább a balkáni területekért, semmint Bulgária védelmében. A kaukázusi fronton egészen 1877 decemberéig nem értek el nagyobb sikereket az orosz hadak, a Balkánon pedig a törökök nagyon kemény ellenállást tanúsítottak egészen december 10-ig. 1878 januárjában mindkét fél aláírta a fegyverszünetet, március 3-án pedig megkötötték a San-Stefanó-i szerződést. Törökország megtarthatta európai hídfőállását, de autonóm Bulgáriát kellett kialakítania. A nagyhatalmaknak nem tetszett, hogy Oroszország ekkora befolyásra tett szert, ezért rákényszerítették az oroszokra a berlini kongresszus döntésének elfogadását: Oroszországnak el kellett fogadnia a San Stefanó-i szerződés revízióját, ezáltal Bulgária területe jelentősen csökkent.
Bár továbbra is orosz kézen maradt Dél-Besszarábia és a korábbi kaukázusi szerzemények, a pánszlávisták felfogása szerint Bismarck kancellár, aki pedig megígérte, hogy „becsületes közvetítő” lesz, átállt az osztrákokhoz.

### Újabb reformjai
1870-ben a helyhatósági rendelet korlátozott önigazgatást vezetett be a városokban. A konzervatív közoktatási miniszter, Dimitirij Tolsztoj rendszeresített egy olyan közoktatási tervet, amelyben a klasszikus tantárgyak kaptak nagyobb hangsúlyt. Tolsztoj ezzel azt remélte, hogy így elkerülhető a középiskolákban oly jellemző szabadgondolkodás. Ezenkívül Tolsztoj érdeme az is, hogy a kormány 250%-kal több pénzt fordított az oktatásra, 1871-től nők is taníthattak, és a kormányhivatalokba is beengedték őket.
Dimitrij Miljutyin, az 1861-ben kinevezett hadügyminiszter új katonai szabályzatot és büntetőkódexet vezetett be, enyhítette a katonai fegyelmet. Az 1874-ben érvénybe lépett sorozási törvény kimondta, hogy a szolgálati idő az iskolázottságtól függ, de legfeljebb hat év lehet, valamint hogy minden orosz férfinak kötelező az alapkiképzésben résztvennie. Ily módon Oroszország jelentős tartalékhoz jutott, de a hadsereg felszereltsége még mindig elmaradt a nyugat-európai szinttől.

## Magánélete
Sándor 1841-ben szerelmi házasságot kötött II. Lajos hesseni nagyherceg kisebbik lányával, aki az ortodox keresztségben a Marija Alekszandrovna nevet kapta. Sándor Marija Alekszandrovna iránt érzett szerelme gyorsan elmúlt, és ezután több arisztokrata hölggyel is folytatott viszonyt.
Marija Alekszandrovnától nyolc gyermeke született a cárnak:
- Alekszandra Alekszandrovna
- Nyikolaj Alekszandrovics
- Alekszandr Alekszandrovics
- Vlagyimir Alekszandrovics
- Alekszej Alekszandrovics
- Marija Alekszandrovna
- Szergej Alekszandrovics
- Pavel Alekszandrovics

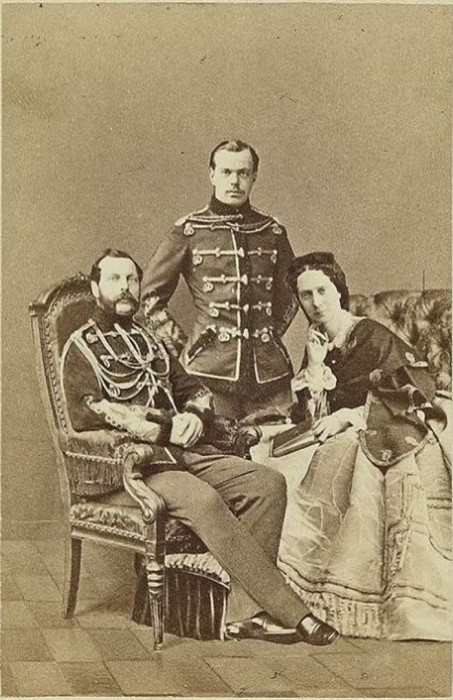
II. Sándor, Alekszandr cárevics (a későbbi III. Sándor) és Marija Alekszandrovna

1865-ben meghalt Sándor és Marija legidősebb fia, Nyikolaj cárevics, amitől a cár súlyos depresszióba esett. A trónörökös Sándor második fia, Alekszandr Alekszandrovics lett, akiből utóbb III. Sándor néven cár lett.
Sándort depressziójából egy Jekatyerina Mihajlovna Dolgorukova nevű, elszegényedett nemesi lány húzta ki. Jekatyerina (vagy Kátya) 1866-ban lett a cár szeretője, aki egy, a Téli Palotához közel eső villában helyezte el. Kátya négy gyermeket szült Sándornak:
- Georgij Alekszandrovics Romanov Jurjevszkij (1872. május 12. – 1913. szeptember 13.)
- Olga Alekszandrovna Romanova Jurjevszkaja (1874. november 7. – 1925. augusztus 10.)
- Borisz Alekszandrovics Romanov Jurjevszkij (1876. február 23. – 1876. április 11.)
- Jekatyerina Alekszandrovna Romanova Jurjevszkaja (1878. szeptember 9. – 1959. december 22.)

Sándor még felesége életében el akarta venni Kátyát, de Marijától született gyermekei természetesen kiálltak édesanyjuk mellett, és ez feszült viszonyt eredményezett a családban. Marija Alekszandrovna 1880-as halála után Sándor elvette Kátyát, az orosz ortodox egyház azonban nem ismerte el ezt a házasságot, így Kátyából nem lehetett cárné. Kárpótlásul Sándor a „Jurjevszkaja hercegnő” címet adományozta az asszonynak.

## Halála

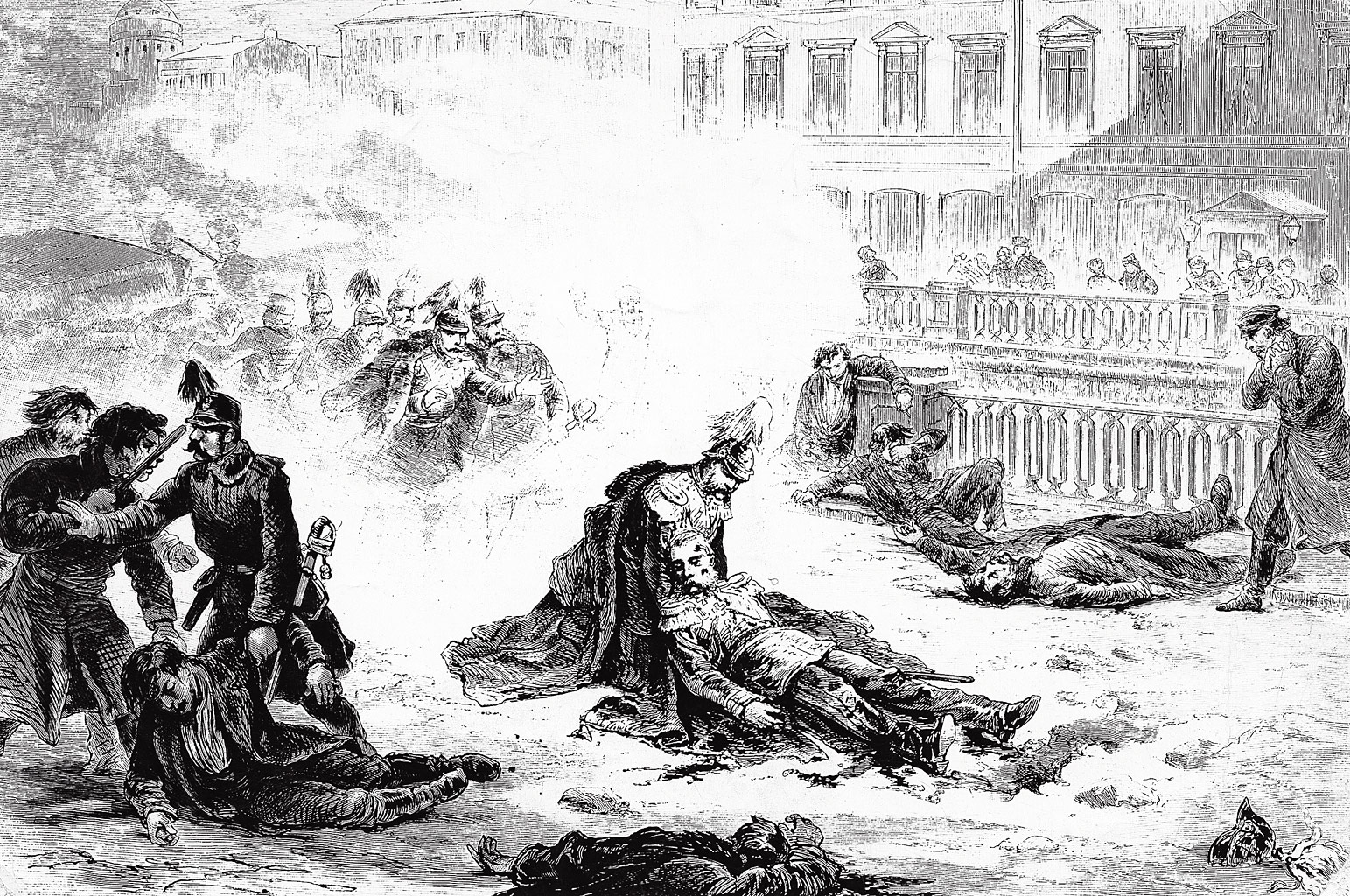
II. Sándor meggyilkolása, 1881. (korabeli rajz)

A „vérre épült” Feltámadás-templom

1879-1880-ban között három merényletet is elkövettek Sándor ellen: először egy orvos lőtt rá, majd fel akarták robbantani a cári különvonatot, végül 1880. február 5-én Sztyepan Halturin narodnyik terrorista bombát rejtett el a Téli Palota dísztermében. A robbanás 11 személyt megölt, a késve érkező cár sértetlen maradt. Sándor ezekből az eseményekből arra a következtetésre jutott, hogy új politikai megközelítésre van szükség. 1880 februárjában Mihail Lorisz-Melikov grófot nevezte ki a Legfelsőbb Rendelkező Bizottság élére, és diktátori hatalmat adott a kezébe.
Lorisz-Melikov enyhítette a cenzúrát, eltörölte a sóadót, és nagyobb hatalmat adott a zemsztvóknak. Mindezekkel az intézkedésekkel sikerült enyhítenie a politikai feszültséget. Menesztette a népszerűtlen minisztereket (köztük Tolsztoj grófot), és azt ajánlotta a cárnak, hogy létesítsen törvény-előkészítő bizottságokat. Sándor elfogadta a tanácsot, és mivel már egy év telt el úgy, hogy senki sem követett el ellene merényletet, a cár úgy vélte, hogy Lorisz-Melikov megfelelően kezeli a helyzetet.
1881. március 13-án (a régi naptár szerint március 1-jén) – alig 2 héttel a jobbágy-felszabadítási rendelet kihirdetésének 20. évfordulója után – a cár végighajtatott Szentpétervár utcáin, s a szokásos vasárnapi katonai szemlére készült. A Katalin-csatorna (ma: Gribojedov-csatorna) mentén haladva egy narodnyik terrorista bombát dobott a hintója alá, amely felrobbant ugyan, de az uralkodó sértetlenül szállt ki. Ekkor azonban egy másik terrorista, a lengyel Ignacy Hryniewiecki (oroszul: Ignatyij Grinyevckij) a cár lába elé dobott egy újabb bombát, amelynek felrobbanása összeroncsolta a cár altestét. Sándort a Téli Palotába szállították, de már nem tudták megmenteni. 1881. március 13-án belehalt sérüléseibe.
A meggyilkolt II. Sándort a Romanov-család temetkezőhelyén, a Péter-Pál-székesegyházban temették el. A merénylet színhelyén fia, III. Sándor cár egy emléktemplom építését rendelte el. A Feltámadás-templom (oroszul: Собор Воскресения Христова) 1883–1912 között épült, Alfred Parland építész tervei alapján. II. Sándor unokájának, II. Miklós cárnak uralkodása alatt, 1912-ben avatták fel, a Napóleon fölött aratott háborús győzelem 100. és a Romanov-ház fennállásának 300. évfordulója alkalmából. Az épületet „Vérre épült templomnak” is nevezik.